# Martin Cross
Martin Patrick Cross (ur. 19 lipca 1957 w Londynie) – brytyjski wioślarz, dwukrotny medalista olimpijski i czterokrotny medalista mistrzostw świata.

## Kariera
Wystąpił na igrzyskach olimpijskich w Moskwie w 1980, gdzie osada Wielkiej Brytanii w składzie: John Beattie, Ian McNuff, David Townsend i Martin Cross zdobyła brązowy medal w czwórkach bez sternika. W finale uplasowali się o 8,41 sekundy za osadą NRD i o 4,77 sekundy za osadą ZSRR. Na rozgrywanych cztery lata później igrzyskach olimpijskich w Los Angeles startował w czwórkach ze sternikiem. Wspólnie z Richardem Budgettem, Andym Holmesem, Stevenem Redgrave'em i Adrianem Ellisonem zdobył złoty medal; w finale Brytyjczycy o 1,64 sekundy wyprzedzili osadę USA i o 5,04 sekundy osadę Nowej Zelandii. Następnie startował na igrzyskach olimpijskich w Seulu w 1988, zajmując czwarte miejsce w tej samej konkurencji. Walkę o podium przegrali tam z Nowozelandczykami o 2,30 sekundy. Brał też udział w igrzyskach olimpijskich w Barcelonie w 1992, gdzie zajął szóste miejsce w ósemce.
W czwórkach bez sternika zdobył także brązowe medale na mistrzostwach świata w Cambridge (1978) i na mistrzostwach świata w Bledzie (1979). Następnie razem z Adamem Cliftem wywalczył srebro w dwójkach bez sternika na mistrzostwach świata w Hazewinkel (1985). Ponadto zdobył brązowy medal w ósemkach na mistrzostwach świata w Wiedniu (1991).
Zdobył również złoty medal w czwórkach ze sternikiem na igrzyskach Wspólnoty Narodów w Edynburgu w 1986.
Z zawodu był nauczycielem historii.